# Gouray
Pour les articles homonymes, voir Gorey (homonymie).

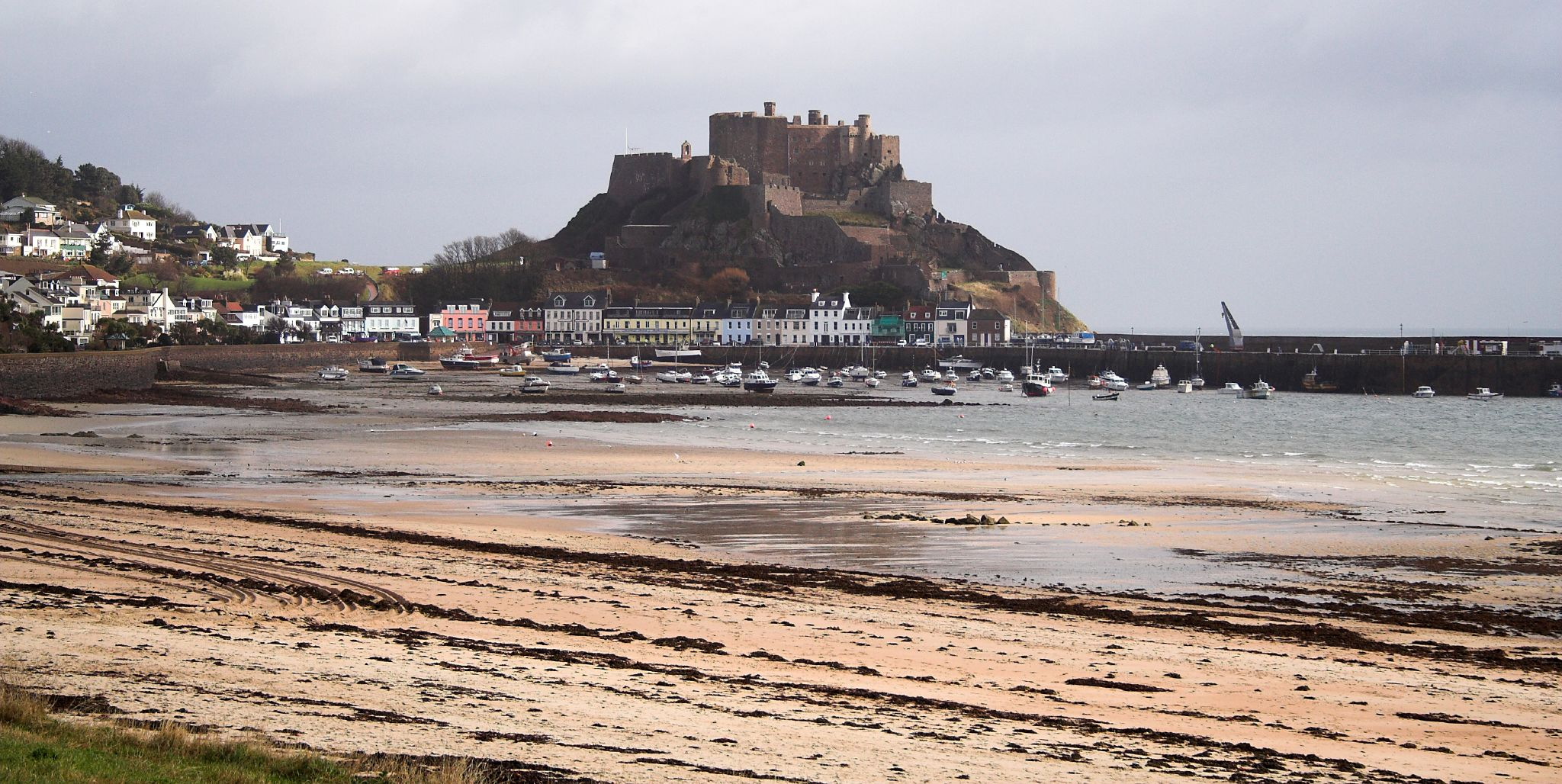
Le port de Gouray dominé par le château de Mont-Orgueil

Gouray (en anglais Gorey et en jersiais Gouôrray) est un village au sud-est de l’île de Jersey à la limite entre les paroisses de Saint-Martin et de Grouville. C’est l’un des 3 ports de pêche de l’île. Il s’ouvre sur la baie royale de Grouville et est dominé par l’imposant château de Mont-Orgueil.